# Erasmo Colapietro
Erasmo Colapietro (Castiglione Messer Marino, 9 ottobre 1823 – Roma, 4 luglio 1898) è stato un politico italiano, senatore del Regno d'Italia nella XVI legislatura.